# Ambelókipi-Meneméni
Ambelókipi-Meneméni (en grec moderne : Αμπελόκηποι-Μενεμένη) est un dème situé dans la périphérie de Macédoine-Centrale en Grèce. À la suite du programme Kallikratis, le dème actuel est issu de la fusion en 2011 entre les dèmes d'Ambelókipi et de Meneméni.